# Margaret Duley
Margaret Iris Duley (27 septembre 1894 – 22 mars 1968) est sans doute la première romancière terre-neuvienne et la première également à acquérir une renommée internationale. Elle naît à Terre-Neuve avant l'intégration de cette province au sein de la Confédération canadienne. Ses quatre romans expriment un sens profond de la géographie et du lieu, surtout de la mer, qui « donne et [qui] reprend ». Ses personnages principaux incarnent des femmes vivant dans des régions éloignées, qui sont isolées ou qui se rebellent, tantôt contre leur sort, tantôt contre un environnement hostile. Son écriture reflète généralement une sensibilité féministe.

## Biographie
Duley est la fille de Thomas Duley, émigré de Birmingham, en Angleterre, et de Tryphena Soper, née à Carbonear, Terre-Neuve. Thomas Duley possède un commerce de produits de luxe sur la rue Water.
Margaret étudie au Collège Méthodiste à Saint-Jean où elle obtient son diplôme en 1910. À la suite d'une visite à Londres l'année suivante, elle décide d'étudier l'art de la parole et l'art dramatique à la London Academy of Music and Dramatic Art, mais la Première Guerre mondiale la contraint à revenir au pays.
Au cours de la Première Guerre mondiale, deux de ses trois frères vont à la guerre, et Margaret s'engage elle-même auprès de la Women's Patriotic Association, une organisation qui amasse des fonds et du matériel pour le Royal Newfoundland Regiment. Son frère aîné, le capitaine Cyril C. Duley, est gravement blessé pendant la guerre, et son frère cadet, Lionel Duley, est tué peu de temps avant l'armistice. Dans une nouvelle intitulée Mother Boggan, elle développe une réflexion critique sur ce conflit armé qui a causé la mort ou blessé tant de jeunes hommes; ce récit constitue un des rares écrits terre-neuviens au sujet de la Première Guerre mondiale.
Le père de Margaret meurt en 1920 et lui laisse une rente de 250 dollars par année qui lui garantit une certaine indépendance financière. Elle se joint à la Ladies Reading Room et à un cercle de discussion (Current Events Club) qui a donné naissance à de nombreuses leaders du mouvement suffragiste de Terre-Neuve. Elle est aussi membre de la Women's Franchise League dont la campagne de pétition à l'échelle de l'île aboutit à l'adoption du suffrage féminin en mars 1925; ce dernier permet aux femmes de voter à 25 ans et aux hommes à 21 ans.
Margaret travaille pour la Women’s Patriotic Association et pour l'Ambulance St-Jean pendant la Seconde Guerre mondiale. Elle est ensuite devenue responsable des relations publiques à la Croix-Rouge et commence à rédiger des articles de journaux. Après de nombreuses entrevues et des conférences sur la station de radio CJON, Margaret se rend en Angleterre en 1952 pour la diffusion de quatre articles à propos du couronnement de la reine Elizabeth II.
En 1955, son état de santé commence à décliner en raison de la maladie de Parkinson. En 1959, elle devient incapable d'écrire; elle vit alors chez sa belle-sœur et sa nièce jusqu'en 1968. Elle meurt quelques années plus tard à l'âge de 73 ans.
Une plaque historique de Parcs Canada à sa mémoire est placée près de l'entrée de la bibliothèque Queen Elizabeth II sur le campus de l'Université Memorial à Terre-Neuve. Sa maison, située au 51 Rennies Mill Road, fait partie d'une visite guidée sur l'histoire des femmes à St-Jean. En septembre 2007, Parcs Canada lui reconnaît le statut de « personnage historique national » sur leur site.

## Quelques romans
En 1928, Margaret et son frère Cyril font une excursion en bateau sur la côte du Labrador. Une mouette vole près du visage de Margaret, les yeux écarquillés de « glace jaune ». Elle utilise cette image des yeux jaunes et féroces dans son premier roman intitulé The Eyes of the Gull et façonne une œuvre qui se veut « un symbole du cœur pitoyable du nord ». La protagoniste de ce récit est une femme de trente ans en quête de liberté, déchirée entre une vie qui lui échappe et une mère qui la tyrannise. L'auteure adopte un humour grinçant pour mettre en scène des personnages inoubliables et dépeindre avec habileté la vie dans les ports de Terre-Neuve.
Son deuxième roman, Cold Pastoral, s'inspire du récit véridique d'une jeune fille disparue dans les bois. Ces événements redoublent une autre narration, celle d'une orpheline adoptée par une famille de la haute bourgeoisie de Saint-Jean à cette époque. Son écriture ainsi que le caractère pittoresque et authentique des descriptions qu'elle élabore, que ce soit à propos des modes de vie dans les régions éloignés ou de la pauvreté de Terre-Neuve au moment de la Grande Dépression, résonnent auprès des lecteurs aux États-Unis et au Royaume-Uni, alors que ces compatriotes se montrent assez peu sensibles à son art et ses préoccupations.
Le roman suivant, Highway to Valor (1941), se déroule dans le contexte du raz-de-marée dévastateur qui a frappé la péninsule Burin en 1929; il décrit la vie de la jeune héroïne Mageila à St-Jean à la suite de cette catastrophe. Novelty on Earth (1942), dont l'action se situe dans une colonie britannique, est une représentation à peine voilée de la vie parmi les « personnages » de la ville de St-Jean.
Margaret écrit son dernier roman majeur, The Caribou Hut, qui paraît en 1949, en s'appuyant sur ses expériences en tant que bénévole dans une auberge qui a accueilli les soldats affluant au port de St-Jean pendant la Seconde Guerre mondiale. Cette œuvre dépeint les turbulences et l'excitation qui régnaient à St-Jean en temps de guerre de même que les activités de cet auberge qui a diverti, nourri et hébergé environ 16 000 soldats en 1946. Une autre nouvelle intitulée Sea Dust est également écrit au cours de cette période et met en vedette un chat de bateau rescapé des plages de Dunkerke.

## Œuvres
- A Pair of Grey Socks: Facts and Fancies by Tryphena Soper Duley; Verses by Margaret Duley, 1916 (St. John's, Newfoundland: n. publ.) at A Celebration of Women Writers
- The Eyes of the Gull, 1936 (Arthur Baker Limited of London)
- Cold Pastoral, 1939 (London: Hutchinson and Company)
- Highway to Valour, 1941 (Toronto and London: Macmillan Company), 1943 (London: Methuen and Company)
- Novelty on Earth, 1943 (Toronto and London: Macmillan Company), 1944 (Britain: Methuen)
- The Caribou Hut[5], 1949 (Toronto: Ryerson Press)
- Mother Boggan. (The Fortnightly, April 1940)
- Sea Dust. (Chatelaine, November 1943)